# عيسى إيلاكوا
عيسى إيلاكوا (بالإنجليزية: Isah Eliakwu)‏ مواليد (25 أكتوبر 1985 بلوكوجا في نيجيريا - ) هو لاعب كرة قدم نيجيري في مركز الهجوم لعب سابقاً في نادي الجبلين السعودي .

## روابط خارجية
- عيسى إيلاكوا على موقع قاعدة بيانات كرة القدم.إي يو (الإنجليزية)
- عيسى إيلاكوا على موقع Soccerway.com (الإنجليزية)
- عيسى إيلاكوا على موقع عالم كرة القدم.نت (الإنجليزية)